# Ooencyrtus swezeyi
Ooencyrtus swezeyi är en stekeartl som beskrevs av David Timmins Fullaway 1946. 
Ooencyrtus swezeyi ingår i släktet Ooencyrtus och familjen sköldlussteklar. Artens utbredningsområde är Guam. Inga underarter finns listade i Catalogue of Life.